# Aleksandr Riazàntsev
Aleksandr Vladímirovitx Riazàntsev (en rus: Александр Владимирович Рязанцев), (Moscou, 12 de setembre de 1985), és un jugador d'escacs rus, que té el títol de Gran Mestre des de 2001.
A la llista d'Elo de la FIDE del maig de 2020, hi tenia un Elo de 2638 punts, cosa que en feia el jugador número 29 (en actiu) de Rússia, i el 128è millor jugador al rànquing mundial. El seu màxim Elo va ser de 2720 punts, a la llista de juliol de 2012 (posició 28 al rànquing mundial).

## Resultats destacats en competició
El 1997, Riazàntsev va guanyar el Campionat del món Sub-12, celebrat a Canes. L'any següent va guanyar el Campionat d'Europa individual Sub-14. El 2000 va formar part de l'equip rus que va guanyar l'olimpíada juvenil a Murek, Àustria, i l'any següent, amb només 16 anys, va assolir la tercera norma i el títol de GM.
El 2006, es proclamà Campió de Moscou.
L'abril de 2010 va guanyar, formant part de l'equip Sh SM-64 de Moscou, el campionat rus per equips, a Sotxi; en aquesta competició hi va puntuar 6 sobre 7 (+5 =2), al quart tauler.
El 2010 empatà als llocs 1r-7è amb Vitali Golod, Nadejda Kossíntseva, Leonid Kritz, Sebastien Feller, Christian Bauer, i Sebastien Maze a la 43a edició del Torneig obert de Biel/Bienne, a Suïssa, i quedà primer per desempat.
Entre l'agost i el setembre de 2011 participà en la Copa del món de 2011, a Khanti-Mansisk, un torneig del cicle classificatori pel Campionat del món de 2013, i hi va tenir una raonable actuació. Avançà fins a la segona ronda, quan fou eliminat per Ian Nepómniasxi (1½-2½).
El desembre de 2011 fou setè al Campionat d'Europa d'escacs Blitz, disputat a Polònia (el campió fou Hrant Melkumian).
L'octubre de 2016 fou campió de Rússia amb 7 punts d'11, jugat a Novosibirsk, mig punt per davant dels GM Aleksandr Grisxuk i Ievgueni Tomaixevski.